# Plantas inferiores y superiores
Las plantas inferiores son definidas como seres vivos que pueden elaborar su propio alimento a partir de la energía y de los nutrientes que les brinda el medio. Estas plantas carecen de tejidos y raíces para el transporte de agua y savia, cuestión por las que se consideran primitivas.
Las plantas superiores son aquellas con órganos diferenciados y que asimismo contienen tejidos vasculares, la cual les permite asegurar la supervivencia en el medio terrestre. Las plantas tienen tejidos especializados para realizar el proceso de fotosíntesis y para la conducción de la savia y del agua. Algunos de estos tejidos conceden la rigidez para que la planta conserve la estructura adecuada y otros se encargan de la protección, crecimiento y reproducción. 

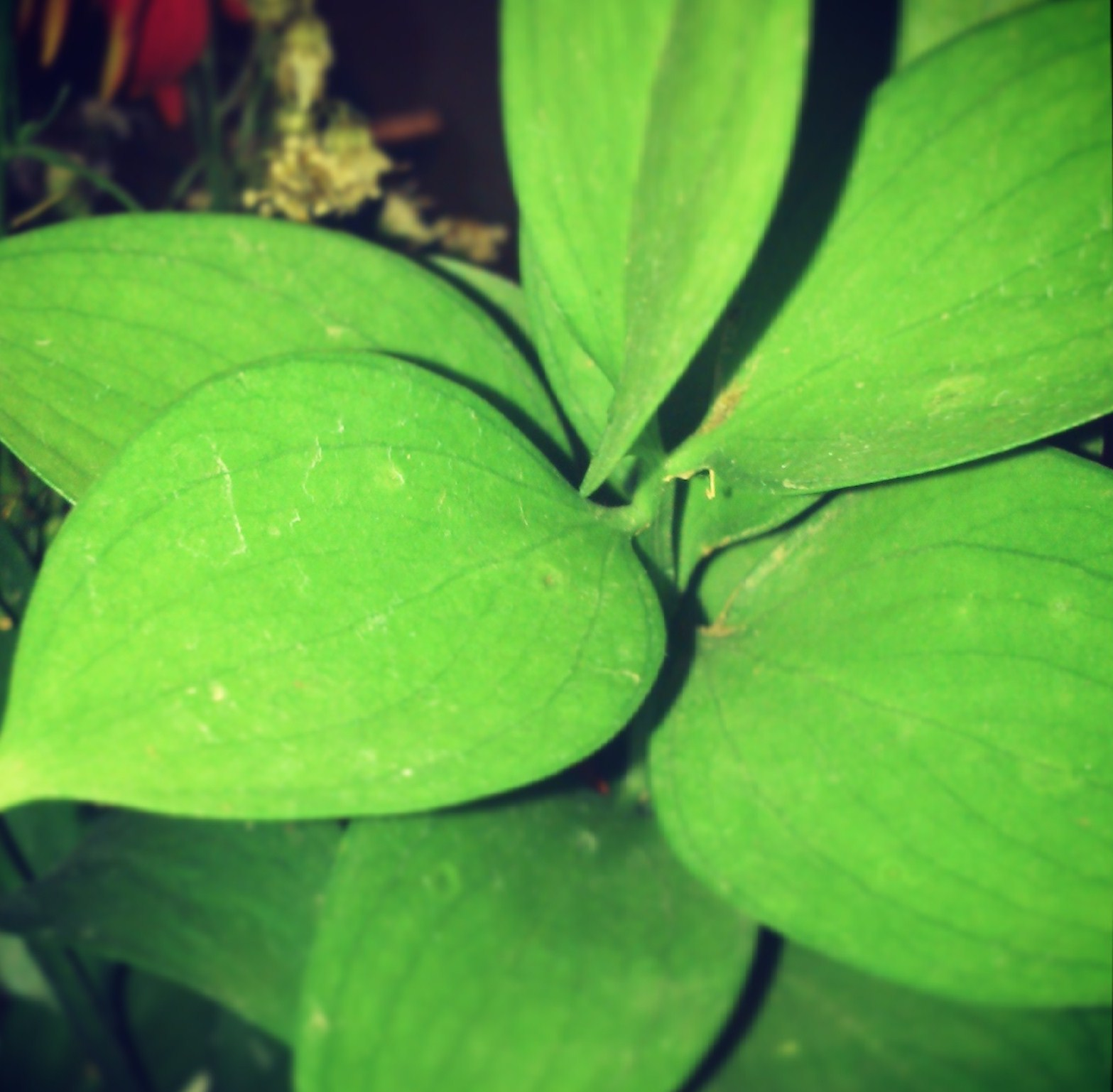
Plantas inferiores, superiores y su clasificación.

## Plantas inferiores

### Descripción y funciones
Carecen de raíz y tejidos. No tienen flores.
Son definidas como seres vivos que elaboran su propio alimento a partir de los nutrientes y de la energía lumínica. Las plantas inferiores carecen de raíces y tejidos especializados en la transferencia interna de la savia y del agua; debido a esto se consideran primitivas. 
No obstante, su proliferación en la biosfera indica que han alcanzado tal grado de evolución como los organismos que son considerados superiores. 
Bajo la definición de plantas inferiores se agrupan las briofitas, de las cuales forman parte los musgos y hepáticas.

### Las briófitas
En las briófitas se encuentran los musgos, las hepáticas frondosas y hepáticas talosas. Estas presentan órganos rudimentarios análogos a las hojas, raíces y tallos de las plantas superiores. 
Algunas especies solamente se desarrollan en lugares húmedos o en pantanos, pero otras resisten en lugares rocosos y secos. Algunas briofitas son plantas completamente acuáticas.
Sin embargo, como los musgos y las hepáticas talosas no están protegidas contra la desecación, éstas están obligadas a vivir en lugares permanentemente sombreados entre los bosques, pantanos o acantilados.
Aunque la adaptación de las briófitas a la vida terrestre no es total, éstas presentan adaptaciones que les permiten sobrevivir en la tierra. Asimismo, poseen estructuras foliáceas que dan lugar al proceso de fotosíntesis. Como no cuentan con tejidos vasculares para la conducción del agua y los nutrientes, a cambio de esto cuentan con estructuras aéreas que absorben la humedad. 
Las briófitas pueden prosperar en tierra firme debido a sus paredes celulares gruesas y al desarrollo de estructuras reproductoras que aprovechan la humedad para lograr la unión de sus gametos. 

#### Las hepáticas talosas
Las talosas constan de un cuerpo o talo plano que puede ramificarse, éste se extiende sobre el suelo al que se fijan mediante una cantidad de estructuras de anclaje y crecimiento meristemático. 
La superficie en las hepáticas talosas es la epidermis, la cual es delgada y está suministrada de numerosos poros, los cuales cumplen con el intercambio de gases.La superficie inferior del talo está compuesta por una epidermis con escamas delgadas.
El talo de las hepáticas es referido al gametófito por lo que sus células son haploides. De igual manera sobre la superficie de este manan botones llamados cúpulas de botón, los cuales contienen numerosas yemas que al crecer dejan a la planta madre para desarrollar nuevos gametófitos.
Las hepáticas son plantas con un sexo único y tienen un proceso de reproducción asexual. En el caso de la hepática masculina, sobre su talo nave un pedúnculo que sostiene varios anteridios, en aquel lugar se producen los anterozoides o gametos masculinos.
La hepática femenina tiene un pedúnculo en el que se sitúan los arquegonios que encierran los gametos femeninos u oóferas.

#### Las hepáticas frondosas
Las hepáticas frondosas cuentan con un esporófito que se desarrolla hacia arriba a partir de un por emergido del gametófito. Los esporófitos mantienen unidos al gametófito y dependen de éste para la suministro de sales del suelo y agua.

## Plantas superiores

### Funciones y tejidos
Son aquellas que tienen raíces y tejidos 

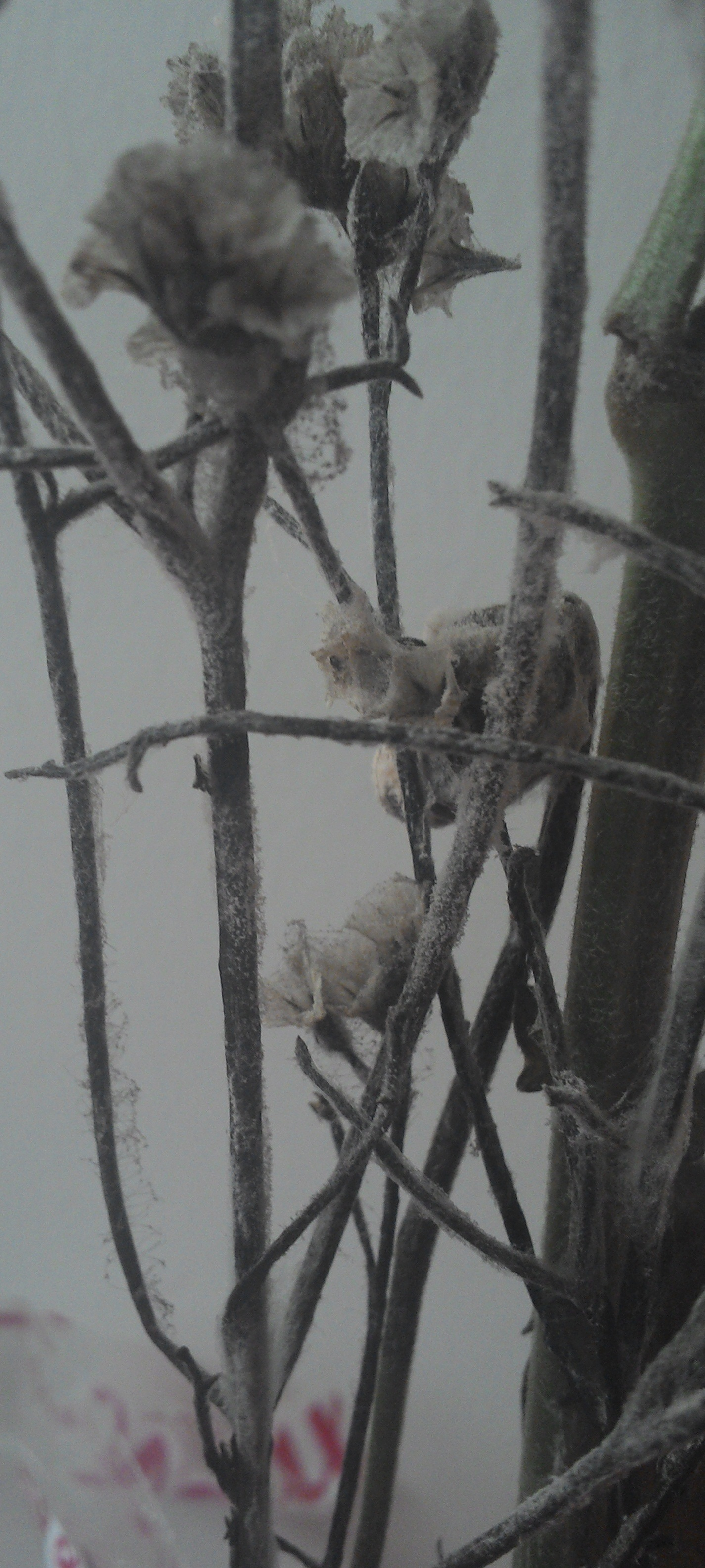
Tejidos vegetales.*Hipocotilo *Epicotilo *Meristemo Apical *Hojas

### Tejidos de protección
Estos tejidos cubren la superficie externa de los tallos, las hojas y protegen la deshidratación y posibles lesiones mecánicas. Las células de protección están ubicadas en la epidermis de la hoja rodeando los estomas, estructuras que permiten el intercambio de gases entre la parte interna y la parte medio externa de la planta. La exodermis es el tejido de protección que recubre la parte externa de la raíz, estás células están protegidas de la desecación por medio de la suberina.

### Tejidos de sostén
Los tejidos de sostén tienen como función ayudar a sostener las plantas y proporcionarles una solidez. Estos tejidos están situados en el tallo y se clasifican en dos tipos: colénquima y esclerénquima.
El colénquima es un tejido extendido debajo de la epidermis de los tallos y del pecíolo de las hojas. Las células del colénquima contienen paredes celulares en los ángulos que permiten una resistencia para cumplir con las funciones de sostén. 
El tejido del esclerénquima posee paredes celulares secundarias que permiten un mayor grosor y resistencia en las plantas. Asimismo, cuenta con una sustancia llamada lignina, la cual suministra sostén y resistencia mecánica adicional a los tallos y raíces.

### Tejidos de conducción
Las plantas superiores cuentan con un sistema especializado de conducto o vasos conocidos como tejidos vasculares, el cual conduce hacia las hojas el agua y los minerales esenciales para el proceso de fotosíntesis. 
El xilema y el floema son los tejidos vasculares. El primer tejido transporta el agua y los minerales desde la raíz hasta las hojas y el segundo distribuye los productos fabricados en las hojas hacia los órganos. Cada uno de estos presenta células especializadas para fibra de soporte, conducción, almacenamiento de alimentos y agua. 

#### Savia vegetal
La savia vegetal es una sustancia encontrada en el sistema vascular de las plantas, está compuesta por una mezcla de sustancias orgánicas e inorgánicas. 
El xilema y el floema, dos tejidos contribuyentes del sistema vascular de las plantas superiores portan savia vegetal. Por los vasos del primero, de manera ascendente, fluye agua con sales disueltas procedentes del suelo, dirigidas desde la raíz hasta las hojas. Por los vasos del floema circula, de manera descendente, sustancias orgánicas elaboradas en las hojas que luego se reparten por toda la planta.

### Tejidos de reserva
Los tejidos de reserva constituyen un volumen del cuerpo de las plantas y su principal función es procesar y almacenar los alimentos. Estos se encuentran ubicados en las partes blandas de las hojas, frutos y flores.
El parénquima, como se le conoce a estos tejidos de reserva, está formado por células caracterizadas por su gran tamaño, sus paredes celulares delgadas y por un citoplasma con numerosas vacuolas y plastidios.
Existen cuatro tipos de parénquima: primero se encuentra el parénquima de reserva que está constituido por células de almacenamiento nutritivo; el parénquima conductor se encarga de transportar sustancias de unos tejidos a otros. El tejido, parénquima esponjoso o aerífero está ubicado en el interior de las hojas y posee espacios llenos de gases vapor de agua que comunican con los estomas; por último, el parénquima fotosintetizador cuyas células contienen gran cantidad de los cloroplastos, organelos en los que tiene lugar la fotosíntesis.